# Consumanderen
Consumanderen is een neologisme dat aan het begin van de 21ste eeuw zijn intrede deed in het Nederlands taalgebied dat staat voor anders consumeren.

## Etymologie
Consumanderen is een porte-manteauwoord waarin de woorden "consumeren" en "anders" werd gecombineerd tot dit neologisme.

## Ontstaansgeschiedenis
De term werd in Vlaanderen geïntroduceerd in 2004 door toenmalig Staatssecretaris voor Duurzame Ontwikkeling en Sociale Economie Els Van Weert als alternatief voor het gelijkaardige neologisme consuminderen.
Slechts 15 tot 20 procent van de mensen zijn bewuste consumenten die best wat comfort willen inleveren voor duurzame producten. De meesten zijn daar niet toe bereid. Als we hen ertoe kunnen aanzetten hun consumptiegedrag te wijzigen, te 'consumanderen' zonder dat het veel geld of moeite kost, dan zijn we al een heel eind op de goede weg.
In Nederland was het Koning Willem-Alexander der Nederlanden die de term in 2007 introduceerde tijdens een interview met Pieter Jan Hagens ter ere van zijn 40e verjaardag.
(...) Je kan niet verwachten van mensen die met hard werken een levensstandaard opgebouwd hebben (...) dat ze gaan consuminderen zeg maar. Ik denk dat dat voor een kleine groep weggelegd is (...) Maar als we kunnen consumanderen, dus anders kunnen consumeren met hetzelfde niveau, ik denk dat de mensen daartoe wel bereid zijn.(...)]

## Actievormen
Het Piraminder-schema is een hulpmiddel dat werd ontwikkeld door De Transformisten. Het helpt de consument duurzamere keuzes te maken bij de eventuele nieuwe aankoop. Andere initiatieven die consumanderen bevorderen zijn:
- Weggeefwinkels
- Repair Cafés
- Lokale ruileconomie
- Deeleconomie
- Maaklabs
- Rommelmarkten
- Tweedehandswinkels